# Zielonagóra
Zielonagóra is een dorp in de Poolse woiwodschap Groot-Polen. De plaats maakt deel uit van de gemeente Obrzycko.